# Chelsea Manning
Chelsea Elizabeth Manning (rođena kao Bradley Edward Manning), (Crescent, Logan County, Oklahoma, 17. prosinca 1987.) je američka vojnikinja i zviždačica. Deklarira se kao trans žena, što joj je sud odobrio u travnju 2014. godine, zbog priopćenja da se cijeli život osjećala kao žena. Svjetskoj je javnosti omogućila uvid u veliki broj tajnih dokumenata, neke od njih su snimke zračnih udara u Bagdadu i Granai, koje su postale hit na You Tube, objavljivanje 250.000 diplomatskih kablova SAD-a i preko 500.000 vojnih izvještaja iz rata u Iraku i Afganistanu.  Većinu ovog materijala je tijekom 2010. godine objavio WikiLeaks ili njegovi medijski partneri. Manning je uhićena u svibnju 2010. i tri godine držana u samici i mučena, a sredinom 2013. godine konačno je osuđena zbog više kaznenih djela na 35 godina zatvora s mogućnosti uvjetnog puštanja nakon 8 godina i otpuštena iz vojne službe.
Predsjednik Barack Obama je na kraju svojeg mandata pomilovao Chelsea Manning i ona je oslobođena 17. svibnja 2017. nakon odsluženih sedam godina zatvora. Savjetnik predsjednika Neil Eggleston izjavio je da je Manning kao i druge osobe koje su pomilovane “osobe koje su naučile da je smo mi narod koji oprašta,” te da im pomilovanje daje drugu šansu da idu naprijed u životu.

## Životopis
U Irak je došla godine 2009. kao obavještajna analitičarka i tako stekla pristup tajnim bazama podataka. Tajne materijale je u travnju 2010. počeo objavljivati WikiLeaks i njegovi medijski partneri. Manning je uhićena 27. svibnja 2010. i nakon četiri dana premještena u kamp Arifjan u Kuvajtu. Sredinom godine premještena je u mornaričku bazu smještenu u mjestu Quantico u Virginiji. Manning se odvjetniku žalila da tretman u zatvoru shvaća kao kažnjavanje prije samog sudskog procesa. Manning je naime preko tri godine držana u samici, u maloj ćeliji, pod prisnim režimom što je između ostalog uključivalo neprekidnu kontrolu, odnosno tijekom 15 sati dnevno svakih ju je pet minuta kontrolirao stražar i ona mu se morala odazvati.
Manning je osuđena za 22 prekršaja uključujući pomoć neprijatelju, i na osnovi presude je iz samice premještena u zatvor Fort Leavenworth u Kansasu. Krivnju je priznala za deset točaka optužnice.
Reakcije na Manninginu sudbinu različite su, od optužbi za veleizdaju do potpuno suprotnih, tako je za vrijeme provedeno u samici dobila nekoliko nagrada, a bila je i nominirana za Nobelovu nagradu za mir. Uvjeti pod kojima je bila zatvorena izazvali su mnoge reakcije, tako da Juan E. Mendez, specijalni izvjestitelj UN, u svojem izvještaju piše da su uvjeti pod kojima je zatvorena "okrutni, neljudski i ponižavajući". Amnesty International je početkom 2011. zatražio od britanske vlade da intervenira pošto je kao dijete Manning bila britanski državljanin, iako je Manningin odvjetnik izjavio da Manning sebe ne smatra britanskom državljankom. Jedan od kontroverznih slučajeva bio je kad je glasnogovornik State Departmenta Philip J. Crowley kritizirao način postupanja s Manning i dva dana nakon toga dao ostavku. 295 akademika (većinom pravnog usmjerenja) potpisalo je pismo u kojem se tvrdi da je ovaj način postupanja protuustavan i izravna povreda Ustava SAD-a. 20. travnja 2013. Manning je premještena u zatvor u Fort Leavenworthu u Kansasu, gdje je dobila ćeliju s prozorom i madracem, i došla u kontakt s drugim zatvorenicima, te joj je dozvoljeno da u svojoj ćeliji drži i neke osobne predmete.